# Hometown Glory
"Hometown Glory" là bài hát của ca sĩ nữ người Anh Adele. Bài hát được phát hành tại Anh Quốc vào ngày 22 tháng 10 năm 2007 và có mặt trong album 19 (2008). Vào năm 2008, bài hát được tái phát hành làm đĩa đơn thứ tư từ album. Adele viết bài hát trong 10 phút sau khi mẹ của Adele cố gắng thuyết phục cô rời quê nhà West Norwood ở Luân Đôn để đi học đại học. "Hometown Glory" là bài hát đầu tiên Adele từng viết.
Vào năm 2007, 500 bản "Hometown Glory" được phát hành thông qua hãng thu âm Pacemaker Recordings của Jamie T dưới dạng đĩa đơn vinyl 7". Ban đầu bài hát không được xếp hạng. Tuy nhiên, nhờ lượng tải lớn trong tuần lễ 19 phát hành, bài hát lần đầu tiên có mặt trong top 40 của UK Singles Chart. Vào năm 2010, bài hát nhận được đề cử Grammy cho Trình diễn giọng pop nữ xuất sắc nhất, nhưng để lỡ chiến thắng vào tay "Halo" của Beyoncé.

## Bối cảnh và cấu trúc bài hát
Bài hát có mặt trong B-list của kênh phát thanh BBC Radio 1 vào ngày 18 tháng 6 năm 2008, và thăng hạng lên A-list vào ngày 2 tháng 7 năm 2008. Mặt B của đĩa đơn là bản cover bài hát "Fool That I Am" của Etta James, bài hát được thu âm trong buổi biểu diễn trực tiếp ở Cambridge. Cũng trong năm 2008 bài hát được phát hành với tư cách đĩa đơn đầu tay của Adele tại thị trường Hoa Kỳ. Nhờ sự nổi tiếng tại Anh Quốc, điều giúp bài hát có mặt trong top 40 tại Anh hai lần dựa trên doanh số tải nhạc, "Hometown Glory" được phát hành làm single thứ ba (thứ tư nếu tính cả bản phát hành năm 2007) từ album 19 vào ngày 21 tháng 7 năm 2008 và là đĩa đơn top 20 thứ ba liên tiếp tại Anh.
Bài hát được đặt trong khóa si giáng thứ với đoạn mở đầu có nhịp độ 60 nhịp một phút, trước khi đổi sang 124 nhịp một phút. Quãng giọng của Adele kéo dài từ D♭3 tới A5. "Hometown Glory" đi theo chuỗi hợp âm B♭m – D♭/A♭ – D♭/F – G♭maj7.

## Video âm nhạc
Phiên bản vinyl giới hạn ban đầu của "Hometown Glory" không kèm theo video quảng bá. Vào tháng 6 năm 2008 XL Recordings phát hành một video trực tiếp để quảng bá cho bản tái phát hành do Paul Dugdale đạo diễn. Vào tháng 4 năm 2009 Columbia cuối cùng cũng ra một video quảng bá đúng nghĩa do Rocky Schenck đạo diễn và được quay ở trường quay Stage 29 tại Sony Pictures Studios. Video chiếu hình ảnh Adele ngồi hát trong lúc hình ảnh của các thành phố của nước Mỹ di chuyển xung quanh cô.

## Danh sách bài hát

### Bản phát hành gốc
Vinyl 7"
1. "Hometown Glory"
2. "Best For Last"

### Bản phát hành lại
Đĩa đơn CD
1. "Hometown Glory" 4:32
2. "Fool That I Am" (Trực tiếp) 3:45

EP kĩ thuật số
1. "Hometown Glory" 3:40
2. "Hometown Glory" (Axwell Radio Edit) 3:35
3. "Hometown Glory" (Axwell Club Mix) 5:11
4. "Hometown Glory" (Axwell Remode) 5:55
5. "Hometown Glory" (High Contrast Remix) 6:36
6. "Hometown Glory" (High Contrast Remix) [Nhạc khí] 6:35

Vinyl 7"
1. "Hometown Glory" 4:32
2. "Fool That I Am" (Trực tiếp) 3:45

Vinyl 12"
1. "Hometown Glory" (High Contrast Remix)
2. "Hometown Glory" (High Contrast Remix) [Nhạc khí]

## Xếp hạng
Vào ngày 13 tháng 4 năm 2008, bài hát xuất hiện trên UK Singles Chart ở vị trí thứ 32 sau khi được phát trong series phim truyền hình Skins.
| Bảng xếp hạng (2007–11)            | Vị trí cao nhất |
| ---------------------------------- | --------------- |
| Bỉ (Ultratip Flanders)             | 3               |
| Bỉ (Ultratip Wallonia)             | 14              |
| Châu Âu (European Hot 100 Singles) | 58              |
| Pháp (SNEP)                        | 51              |
| Hà Lan (Dutch Top 40)              | 25              |
| Hà Lan (Single Top 100)            | 86              |
| Anh Quốc (UK Singles Chart)        | 19              |

| Quốc gia (2008) | Vị trí |
| --------------- | ------ |
| Anh Quốc        | 162    |